# 刺鮈
刺鮈（学名：Acanthogobio guentheri）为輻鰭魚綱鯉形目鲤科刺鮈屬的鱼类，是中国的特有物种。分布于黄河水系等，體長可達20公分。该物种的模式产地在西宁。

## 扩展阅读
維基物種上的相關：刺鮈
- 黄河土著鱼类列表